# Sabi Forest Park
Der Sabi Forest Park (Schreibvariante: Sabbi Forest Park) ist ein Waldgebiet im westafrikanischen Staat Gambia.

## Topographie
Das 73 Hektar große Waldgebiet liegt in der Upper River Region (URR) im Distrikt Fulladu East und wurde wie die anderen Forest Parks in Gambia zum 1. Januar 1954 eingerichtet. Es liegt rund fünf Kilometer südlich von Basse Santa Su, dem Sitz der Verwaltungseinheit URR, und liegt östlich der Straße, die nach nächsten größeren Stadt Vélingara in Senegal führt. Vier Kilometer weiter auf der Straße, an der Grenze, liegt der Ort Sabi der dem Forest Park seinen Namen gegeben hatte.